# Des Cohen
Desmond Vernon Cohen, detto Des (8 agosto 1927 – 24 febbraio 2012), è stato un nuotatore e pallanuotista sudafricano.
Ha fatto parte del Sudafrica, disputando come nuotatore i Giochi di Londra 1948, gareggiando nei 200m rana, mentre come pallanuotista ha disputato i Giochi di Helsinki 1952.